# Lettura cristiana della cronaca e della storia
Lettura cristiana della cronaca e della storia è un programma radiofonico italiano di genere religioso, trasmesso dal 1987 su Radio Maria e condotto da Padre Livio Fanzaga. 
In passato noto come Commento alla stampa del giorno, la Lettura cristiana della cronaca e della storia è il programma più seguito dell'emittente, con circa 1,7 milioni di ascoltatori giornalieri.
Presente fin dalla nascita di Radio Maria, il programma è da sempre condotto da Padre Livio, che ne è anche ideatore. 
La trasmissione va in onda tutti dal sabato al lunedì, a partire dalle ore 9.00 e poi in replica la notte dalle ore 00.30.
Il programma è anche trasmesso su YouTube attraverso il canale ufficiale di Radio Maria.

## Format
Livio Fanzaga commenta, alla luce della rivelazione cristiana, le notizie apparse sui principali quotidiani italiani, con particolare attenzione alle testate cattoliche (Avvenire e L'Osservatore Romano). Gli argomenti affrontati coprono l'attualità religiosa ma riguardano anche i principali avvenimenti politici, economici e sociali italiani ed esteri. La rassegna stampa occasionalmente si è caratterizzata commentando articoli di testate come La Repubblica o il Corriere della Sera in caso di critiche o commenti ad iniziative e prese di posizione della Chiesa cattolica.